# Parafia Matki Bożej Gwiazdy Morza w Krynicy Morskiej
Parafia Matki Bożej Gwiazdy Morza w Krynicy Morskiej – rzymskokatolicka parafia należąca do diecezji elbląskiej i dekanatu Krynica Morska. Erygowana 14 września 1992. Od 4 grudnia 1996 jest prowadzona przez Księży Michalitów. Wcześniej prowadzona była przez księży diecezjalnych. Obejmuje swoim zasięgiem dzielnicę Nowa Karczma. Kościół parafialny pod wezwaniem Matki Bożej Gwiazdy Morza został wybudowany w latach 90. XX wieku, konsekrowany 29 października 2000 roku przez arcybiskupa Józefa Kowalczyka – nuncjusza apostolskiego, biskupa Andrzeja Śliwińskiego – biskupa diecezjalnego elbląskiego i biskupa Jana Chrapka – biskupa diecezjalnego radomskiego.